# Windows Messenger
|  | Bør ikke forveksles med Windows Live Messenger. |
Windows Messenger er en instant messaging-klient der er inkluderet i Windows XP-operativsystemet. Det kan også fås til Windows 2000 og Windows Server 2003 fra og med version 5, men er ikke inkluderet i Windows Vista.
Windows Messenger bør ikke forveksles med Windows Live Messenger (tidligere kendt som MSN Messenger), der er et separat instant messaging-produkt, som kan downloades fra Microsoft. Den er heller ikke relateret til Messenger Service, der er en komponent i Windows NT's LAN Manager.

## Oversigt
Windows Messenger blev introduceret med udgivelsen af Windows XP og er installeret og klar til brug som standard. Den har en række funktioner såsom instant messaging, status-angivelse, filoverførsel mm. Senere versioner tilføjer understøttelse af håndskrift og integretion med Live Communication Server, Microsoft Exchange, Microsoft Outlook, Microsoft Outlook Express, og Fjernsupport i Windows XP. Windows Messenger kan også integrere sig med Media Center i Windows XP Media Center Edition. Windows Messenger kan kommunikere med Exchange Server 2000 Instant Messaging Servicen og .NET Messenger-tjenesten.
Udvikling af Windows Messenger ophørte efter version 5.1, så der i stedet kunne fokuseres mere på Windows Live Messenger og Office Communicator. Plugins til Windows Messenger, bl.a. til at åbne indbakken i en Hotmail-konto, eksisterer ikke mere. I stedet foreslås brugere at downloade Windows Live Messenger eller Office Communicator, alt efter deres behov.

## Version Oversigt

### Windows Messenger 4.0
Da Windows XP blev udgivet, blev Windows Messenger opgraderet til version 4.5.

### Windows Messenger 4.5
Ingen Information

### Windows Messenger 4.6
Ingen Information

### Windows Messenger 4.7 (4.7.2009)
Ingen Information

#### Windows Messenger 4.7.2010
Denne version retter nogle kritiske sikkerhedsfejl fra version 4.7.2009 for folk der kører uden Windows XP Service Pack 2. Det er også den sidste version, der understøtter tilføjelse af funktioner.

#### Windows Messenger 4.7.3000
Udgivet sammen med Windows XP Service Pack 2.
I denne version blev der ændret på brugergrænsefladen samt tilføjet yderligere sikkerhed som for eksempel mulighed for at blokere for udvalgte filoverførsler.

#### Windows Messenger 4.7.3001
Retter en sikkerhedsfejl i Windows XP Media Center Edition (2005) og var samtidig en opdatering til version 4.7.3000 på XP Service Pack 2.

### Windows Messenger 4.8
Udkom sammen med Windows XP Tablet PC Edition (2005).
Tilføjer understøttelse af håndskrift.

### Windows Messenger 5.0
Dette er den første version der understøtter LCS.
Fra og med Version 5.x kan Windows Messenger også fås til Windows 2000 og Windows Server 2003.

### Windows Messenger 5.1 (5.1.0639)
Ugivet d. 1. december 2004, og senere genudgivet d. 24. marts 2005.
Dette er den første version, der understøtter LCS 2005, samt automatisk ændring af status til 'Optaget', hvis der bruges et program i fuldskærm eller et Windows Installer-baseret installationsprogram.
Herudover blev understøttelsen af Tablet PC og håndskrift også forbedret.

#### Windows Messenger 5.1.0680
Ugivet d. 13. maj 2005.
En 64-bit version for x64 brugere blev udgivet. Der blev også tilføjet understøttelse af status til Microsoft Outlook og Windows SharePoint. Derudover blev understøttelsen af filoverførsel forbedret for brugere med flere netværksforbindelser.

#### Windows Messenger 5.1.0700
Ugivet d. 16. september 2005.
Sikkerheden blev forbedret ved at bruge de seneste sikkerhedskomponenter. Der blev også rettet nogle problemer med synkroniseringen af lyd og video når man brugte denne funktion fra Windows Messenger.

#### Windows Messenger 5.1.0701
Udgivet d. 12. april 2007.
Understøttelsen af filoverførsel blev endnu engang forbedret for brugere med flere netværksforbindelser. Derudover blev der også rettet i konfigurationerne for folk med kabel forbindelse, trådløs forbindelse, og virtual private network (VPN) forbindelse.

#### Windows Messenger 5.1.0706
Ugivet d. 4. juni 2007.
Tilføjer forbedret sikkerhed ved hjælp af de nyeste sikkerhedskomponenter.

## Ekstern henvisning
- Download – Windows Messenger
- Download – Windows Messenger vs MSN Messenger: What’s the Difference?(Eng)
- Afinstaller Windows Messenger(Eng)
- Sådan forhindres Windows Messenger i at køre på en Windows XP-baseret computer

| Software | Spire Denne artikel om software og programmering er en spire som bør udbygges. Du er velkommen til at hjælpe Wikipedia ved at udvide den. |